# Mikhail Loksjin
Mikhail Loksjin (russisk: Михаи́л Арнольдович Ло́кшин) (født 1981 i USA) er en russisk filminstruktør og manuskriptforfatter.

## Filmografi
- Serebryanyje konki (Сере́бряные коньки́, 2020)[1][2]